# .clothing
.clothing est un domaine Internet de premier niveau générique non-restreint.
Ce domaine est destiné aux organisations reliées aux vêtements (appelés clothings en anglais), mais il est ouvert à tous sans restrictions.

## Historique
Le domaine .clothing a été créé en janvier 2014.

## Statistiques d'usage
En janvier 2025, environ 11 200 domaines utilisent l'extension .clothing.